# Вице-президент Сирии
Вице-президент Сирии (араб. نائب رئيس سوريا‎) — политическая должность в Сирийской Арабской Республике. Согласно Конституционной декларации от 13 марта 2025 года, вице-президент исполняет назначенные президентом полномочия. Президент может назначать одного или нескольких вице-президентов, снимать с должности и принимать их отставки. В случае если пост президента становится вакантным, первый вице-президент принимает президентские полномочия.

## Список
Справа указано время пребывания в должности.
- Маамун Аль-Кузбари (1952—1954)

### Объединённая Арабская Республика(1958—1961)
- Сабри Аль-Асали (7 марта 1958 — 7 октября 1958)
- Акрам Аль-Хаурани (7 марта 1958 — 19 сентября 1960)
- Абдель Латиф аль-Багдади (7 марта 1958 — 29 сентября 1961)
- Абдель Хаким Амер (7 марта 1958 — 29 сентября 1961)
- Нуреддин Кулаха (20 сентября 1960 — 29 сентября 1961)
- Абдель Хамид ас-Сарадж (16 августа 1961 — 29 сентября 1961)

### Сирийская Арабская Республика(1961—2024)
- Мухаммед Умран (8 марта 1963 — 15 декабря 1964)
- Нуреддин аль-Атаси (15 декабря 1964 — 28 декабря 1965)
- Шибли аль-Айсами (28 декабря 1965 — 23 февраля 1966)
- Махмуд аль-Айюби (22 февраля 1971 — 7 августа 1976)
- Рифат аль-Асад (11 марта 1984 — 8 февраля 1998)
- Абдель Халим Хаддам (11 марта 1984 — 6 июня 2005)
- Зухайр Машарка (11 марта 1984 — 21 февраля 2006)
- Фарук Шараа (21 февраля 2006 — 19 июля 2014)
- Наджах аль-Аттар (23 марта 2006 — 8 декабря 2024)
- Фейсал Микдад (23 сентября 2024 — 8 декабря 2024)

С 8 декабря 2024 года должность вакантна.